# Pterophthirus wernecki
Pterophthirus wernecki är en insektsart som beskrevs av Guimaraes 1950. Pterophthirus wernecki ingår i släktet Pterophthirus och familjen gnagarlöss. Inga underarter finns listade i Catalogue of Life.